# Pierre Waucquez
Pierre Waucquez (Willemeau, 19 september 1921 - december 2008) was een Belgisch senator.

## Levensloop
Waucquez promoveerde tot licentiaat in de Germaanse filologie. Hij was beroepshalve industrieel en werd in 1970 verkozen tot gemeenteraadslid in Namêche. Hij sloot zich aan bij het Rassemblement Wallon en werd voorzitter van de Naamse afdeling van deze partij.
In 1971 werd hij voor het RW gecoöpteerd in de Senaat, waar hij bleef zetelen tot in 1974. Zijn opvolging als voorzitter van de Naamse afdeling gaf aanleiding tot een scheuring binnen de partij en de oprichting van een Naamse politieke groep onder de naam Démocratie Nouvelle. Ook Waucquez trad toe tot deze formatie en zetelde in 1973-1974 als onafhankelijk senator.